# Géovreisset
Géovreisset ist eine französische Gemeinde mit 843 Einwohnern (Stand 1. Januar 2022) im Département Ain in der Region Auvergne-Rhône-Alpes. Sie gehört zum Kanton Nantua im Arrondissement Nantua.

## Geographie
Géovreisset liegt auf 650 m, etwa drei Kilometer westlich der Stadt Oyonnax und 30 Kilometer östlich der Präfektur Bourg-en-Bresse (Luftlinie). Das Dorf erstreckt sich im Norden des Haut-Bugey, im Jura, in einer Mulde auf dem westlich an das Talbecken von Oyonnax angrenzenden Höhenrücken.
Die Fläche des 3,31 km² großen Gemeindegebiets umfasst einen Abschnitt des südlichen französischen Juras. Der Hauptteil des Gebietes wird vom Höhenzug eingenommen, der das Talbecken von Oyonnax im Osten von demjenigen des Oignin im Westen trennt. Landschaftsprägend sind der schmale Kamm von Châtelard, die Talmulde von Géovreisset und der westlich anschließende Bois de Samognat, in dem mit 754 m die höchste Erhebung der Gemeinde erreicht wird. Nach Nordosten erstreckt sich das Gemeindeareal bis an den Stadtrand von Oyonnax.
Zu Géovreisset gehört der Weiler Pisse-Loup (630 m) am Nordfuß des Châtelard. Nachbargemeinden von Géovreisset sind Oyonnax im Norden, Bellignat im Osten, Groissiat und Izernore im Süden sowie Samognat im Westen.

## Geschichte
Im 13. Jahrhundert wird Géovreisset erstmals urkundlich erwähnt. Die Oberhoheit über das Gebiet ging 1402 an die Grafen von Savoyen über. Mit dem Vertrag von Lyon gelangte das Dorf im Jahre 1601 an Frankreich. Seit Ende des 19. Jahrhunderts erfuhr Géovreisset zusammen mit den anderen Gemeinden in der Talschaft von Oyonnax einen wirtschaftlichen Aufschwung durch die Einführung der Kunststoffindustrie (insbesondere Herstellung von Bällen, Ping-Pong-Bällen und Kinderspielwaren).

### Bevölkerungsentwicklung
| Jahr                       | 1962 | 1968 | 1975 | 1982 | 1990 | 1999 | 2006 | 2013 | 2021 |
| Einwohner                  | 169  | 163  | 228  | 293  | 450  | 759  | 871  | 928  | 835  |
| Quellen: Cassini und INSEE |      |      |      |      |      |      |      |      |      |

Mit 843 Einwohnern (1. Januar 2022) gehört Géovreisset zu den kleineren Gemeinden des Départements Ain. Seit dem Beginn der 1970er Jahre wurde eine markante Bevölkerungszunahme verzeichnet. Während dieser Zeit hat sich die Einwohnerzahl fast vervierfacht.

## Sehenswürdigkeiten

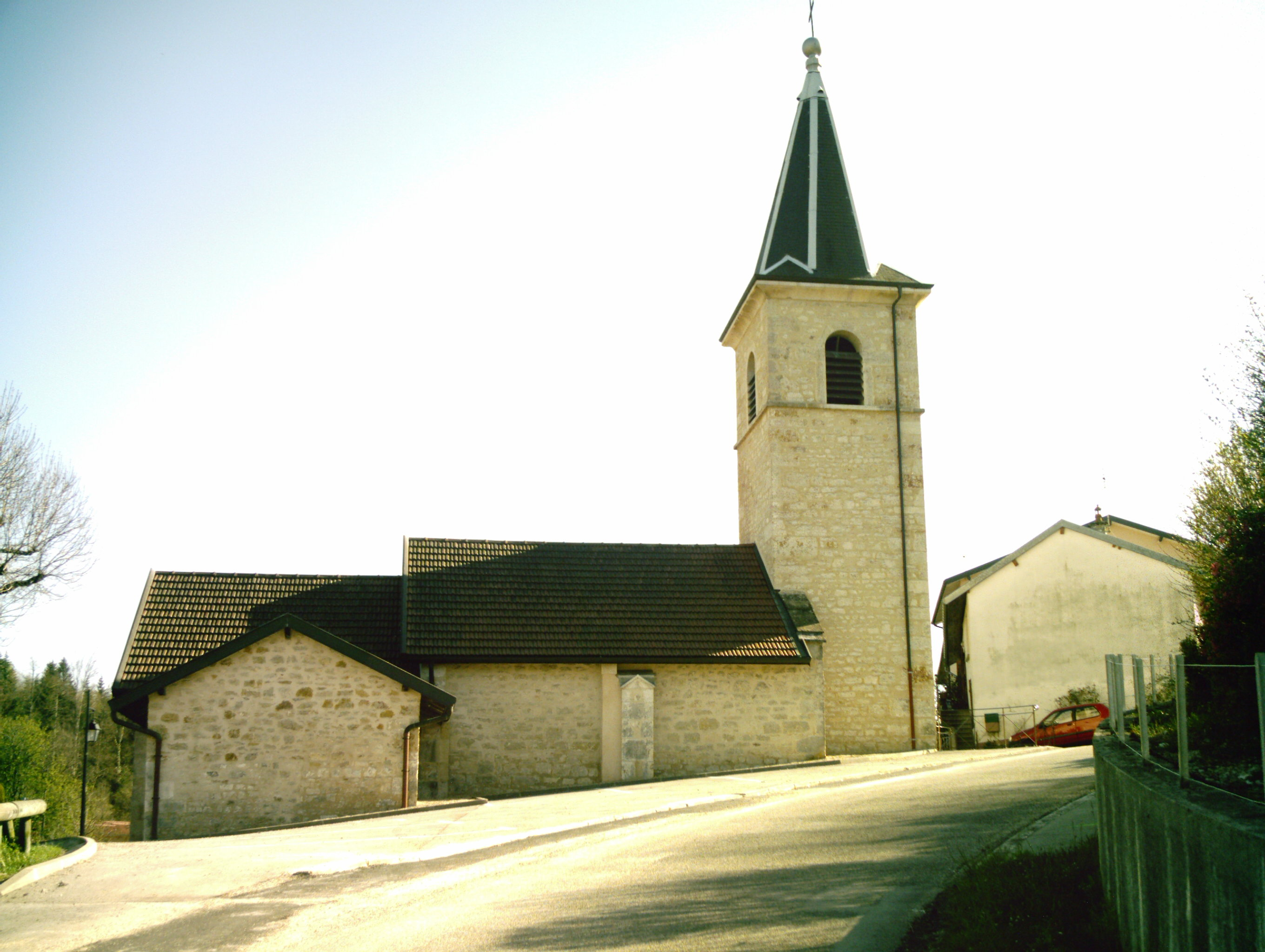
Kirche Saint-Martin

Die Kirche Saint-Martin stammt ursprünglich aus dem 11. und 12. Jahrhundert, wurde jedoch im 17. Jahrhundert umgestaltet und restauriert. Das „Château“ auf einer Anhöhe am östlichen Ortsrand ist ein mächtiges Bürgerhaus, das um 1850 von Félix Druard erbaut wurde, der als Industrieller und Bürgermeister von Oyonnax Bekanntheit erlangte.

## Wirtschaft und Infrastruktur
Géovreisset war lange Zeit ein vorwiegend durch die Landwirtschaft und die Forstwirtschaft geprägtes Dorf. Daneben gibt es heute einige Betriebe des lokalen Kleingewerbes. Mittlerweile hat sich das Dorf auch zu einer Wohngemeinde gewandelt. Viele Erwerbstätige sind Wegpendler, die in den größeren Ortschaften der Umgebung, vor allem in Oyonnax, ihrer Arbeit nachgehen. Auf dem Gemeindegebiet von Géovreisset wird das neue Regionalspital des Haut-Bugey erbaut.
Die Ortschaft liegt abseits der größeren Durchgangsstraßen, ist aber trotzdem gut erschlossen. Die Hauptzufahrt erfolgt von Oyonnax. Weitere Straßenverbindungen bestehen mit Groissiat und Samognat. Der nächste Anschluss an die Autobahn A404 (Saint-Martin-du-Frêne – Oyonnax) befindet sich in einer Entfernung von rund zwei Kilometern.